# Jukebox (album de Cat Power)
Cet article concerne l'album de Cat Power. Pour l'album de Tai-Luc, voir Jukebox.
Pour les articles homonymes, voir Jukebox (homonymie).
Albums de Cat Power
The Greatest
(2006)
Jukebox est le huitième album de Chan Marshall alias Cat Power sorti le 21 janvier 2008, sur le label Matador Records. Il s'agit de son deuxième album de reprises ; le premier The Covers Record fut publié en 2000. Parmi les titres, on trouve cependant deux compositions originales : Song for Bobby et Metal Heart (nouvelle version de la chanson publiée en 1998 dans l'album Moon Pix).

## Liste des titres
1. New York (Frank Sinatra) - 2:00
2. Ramblin' (Wo)Man (Hank Williams) - 3:47
3. Metal Heart (Chan Marshall) - 3:53
4. Silver Stallion (The Highwaymen) - 2:52
5. Aretha, Sing One for Me (George Jackson) - 3:12
6. Lost Someone (James Brown) - 2:50
7. Lord, Help the Poor & Needy (Jessie Mae Hemphill) - 2:37
8. I Believe in You (Bob Dylan) - 4:07
9. Song to Bobby (Chan Marshall) - 4:17
10. Don't Explain (Billie Holiday) - 3:50
11. Women Left Lonely (Janis Joplin) - 4:07
12. Blue (Joni Mitchell) - 4:01

Edition limitée
À l'occasion de la sortie de l'album, une édition limitée "deluxe" contenant 5 titres supplémentaires a été distribuée :
1. I Feel (Hot Boys) - 2:48
2. Naked, If I Want To (Jerry Miller) - 2:36
3. Breathless (Nick Cave) - 5:04
4. Angelitos Negros (Roberta Flack) - 7:33
5. She's Got You (Patsy Cline) - 3:29

## Divers
- Naked, If I Want To, qui est originellement enregistré par Moby Grape en 1967 sur leur premier album éponyme, est déjà repris dans une version différente sur l'album de Cat power The Covers Record (2000).